# عضلة عضدية كعبرية
العَضَلة العَضُدية الكُعبرُية (باللاتينية: Brachioradialis) هي عضلة الذراع التي تعمل على ثني الذراع ومفصل المرفق. ان هذه العضلة قادرة أيضاً على انجاز كلتا الحركتين: كب اليد أي توجيه راحة اليد على الأرض وحركة بسط اليد وهذا يكون معتمد على وضعية الذراع.
تتصل هذه العضلة بالنتوء الابري البعيد لعظم الكعبرة (الزائدة الإبرية للكعبرة) عن طريق الرباط العضدي الكعبري، كما تتصل بالحرف الوحشي فوق اللقمة العضدية لعظم العضد.

## الوظيفة
تقوم العَضَلة العَضُدية الكُعبرُية بثني الذراع عند مفصل المرفق. عندما تكون الذراع بوضعية الكب – أي متجهة نحو الأرض- تميل العضلة إلى عمل الحركة المُضادة الا وهي حركة بسط الذراع حيثما تكون مثنية. أما في حركة بسط الذراع تميل العضلة إلى عمل الحركة العكسية التي هي كب الذراع حينما تكون مثنية أيضاَ.
العَضَلة العَضُدية الكُعبرُية هي عضلة قوية تقوم بثني الذراع عند مفصل المرفق عندما تكون الذراع في الوضع الوسطي أي بين حركتي الكب والبسط عند المفصل الكعبري الزندي. تكون العَضَلة العَضُدية الكُعبرُية أكثر نشاطاً في وضعية الكب مع ثني مفصل المرفق لان العضلة العضدية ذات الرأسين في وضعية غير مُلائمة ميكانيكياَ.

## التعصيب
بالرغم من أن جسم العضلة يمكن مشاهدته مع الاجزاء الأمامية للذراع إلا أن العَضَلة العَضُدية الكُعبرُية هي من مكونات الجزء الخلفي للذراع لذلك يزودها العصب الكعبري.
ان العَضَلة العَضُدية الكُعبرُية هي واحدة من المُستلمات الاربع المباشرة التي تستلم تزويدها العصبي من العصب الكُعبري. المُستلمات الثلاثة الأُخر الذين يزودهم العصب الكُعبري مُباشرةً هم العضلة الثلاثية الرؤوس العضدية والعضلة المرفقية والعضلة الكعبرية الطويلة باسطة الرسغ – الباقي من العضلات الخلفية للذراع تُزود عن طريق الفرع الباطني للعصب الكُعبري.

## شكل العضلة
إذا قام شخص بعمل نصف حركة كب الذراع وجعل اليد كأنها مُمسكة بقارورة ووضع قبضة اليد تحت طاولة وبثني مفصل المرفق فستلاحظ العَضَلة العَضُدية الكُعبرُية للذراع تحت الجلد.

## تمارين
ان ثني مفصل المرفق عند القيام بأي شغل يقوم بتحريك العَضَلة العَضُدية الكُعبرُية بطريقة ما. يُعتقد ان رفع الثقل المعدني يُبرز شكل العضلة بطريقة أفضل.

## صور أخرى

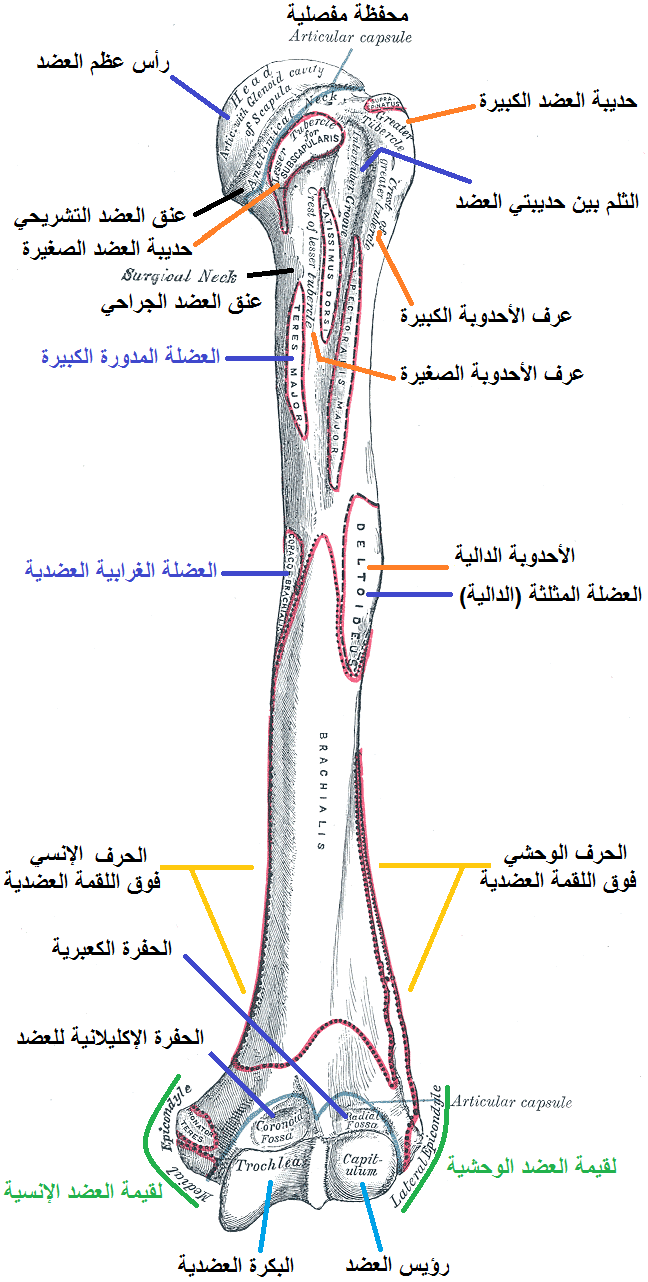
يسار العضد، مظهر أمامي.
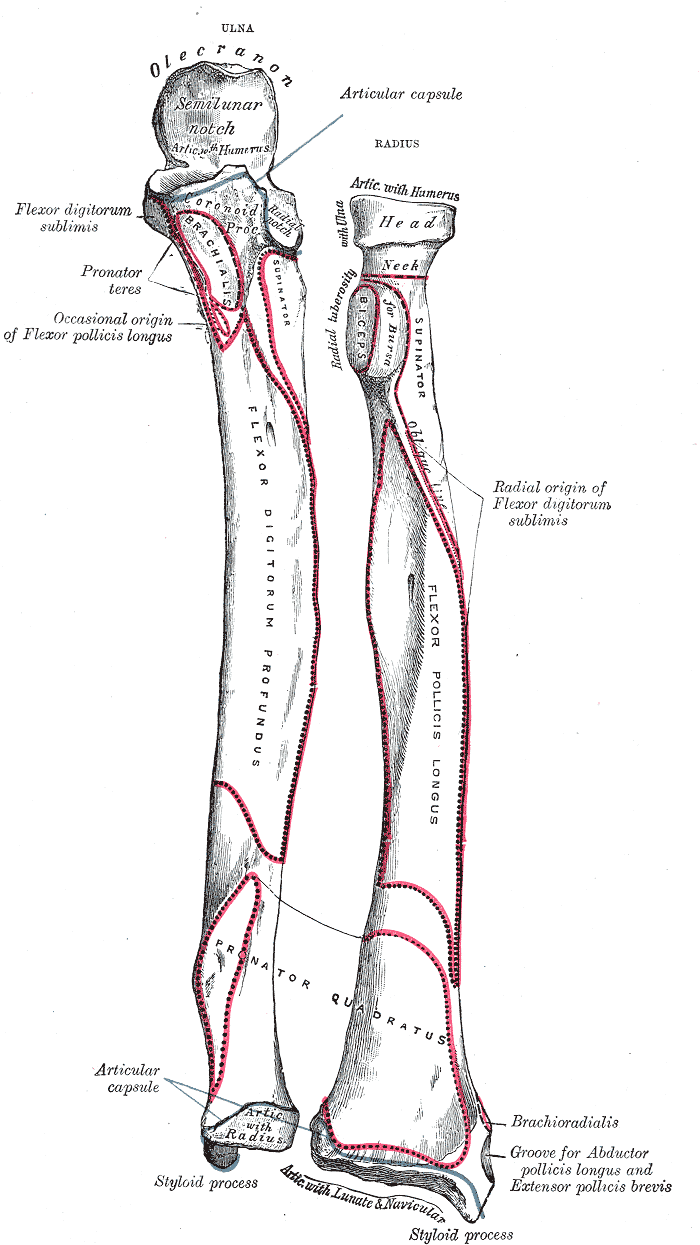
عظم الكعبرة و عظم الزند للساعد الأيسر ، نظرة أمامية. الجزء الأعلى هو القريب (المرفق) والجزء الأسفل هو البعيد (رسغ اليد)
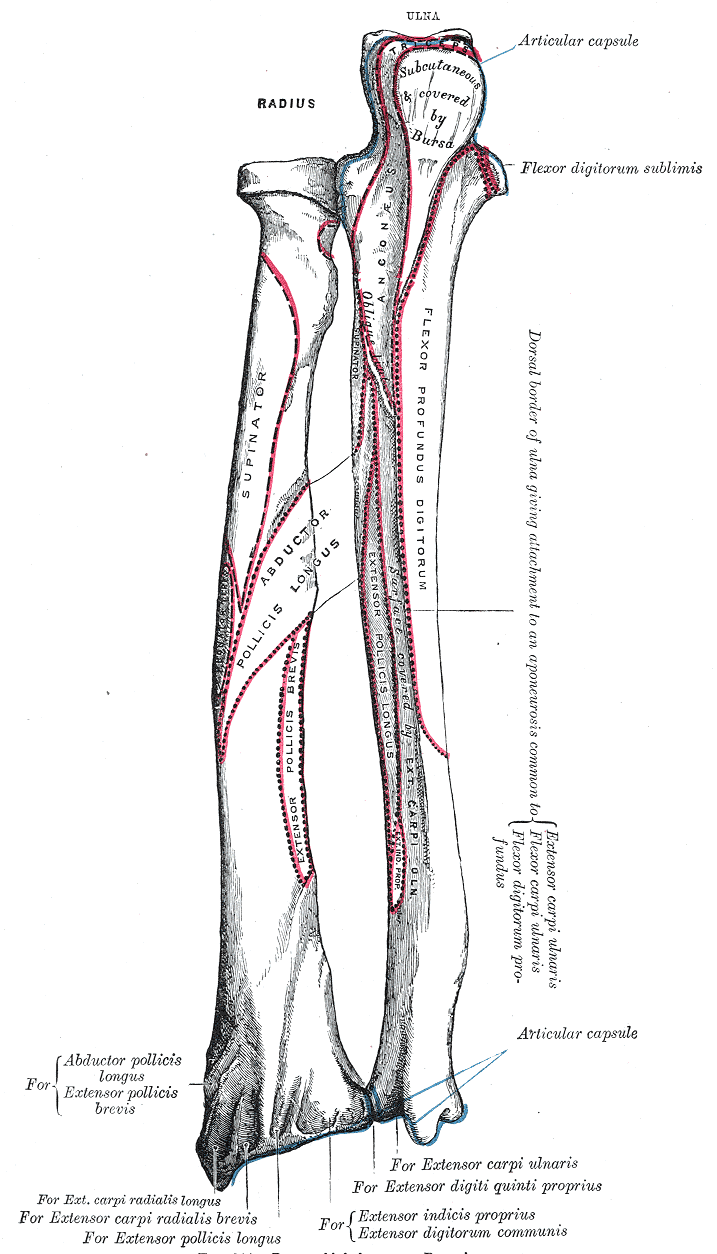
عظم الكعبرة و عظم الزند للساعد الأيسر ، من الخلف. الجزء الأعلى هو القريب (المرفق) والجزء الأسفل هو البعيد (رسغ اليد)
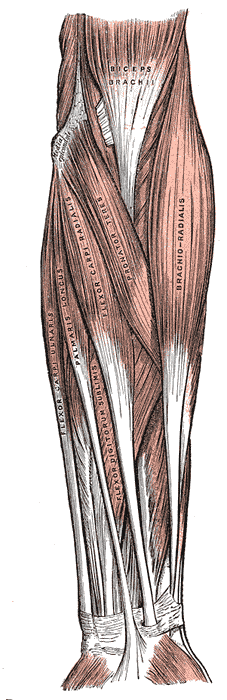
مظهر أمامي ليسار الساعد، العضلات السطحية
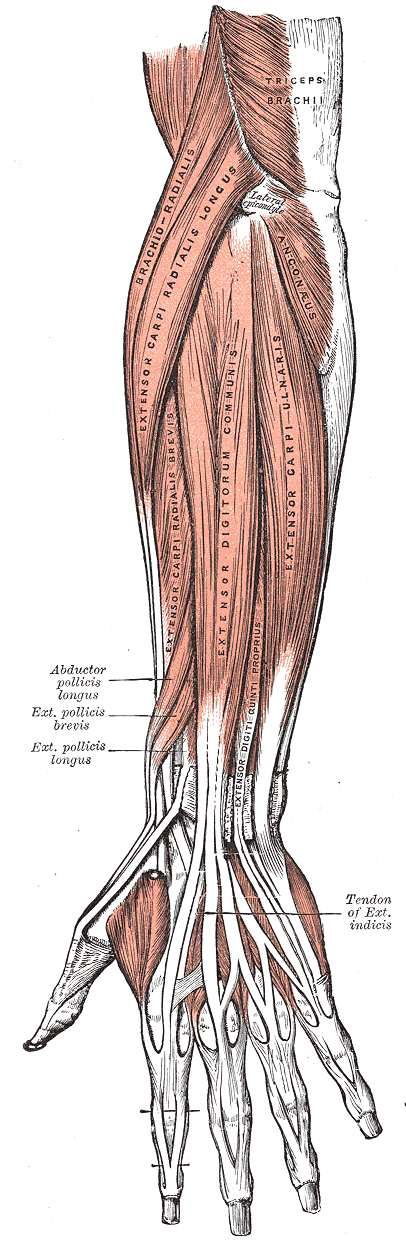
السطع الخلفي للساعد. العضلات السطحية
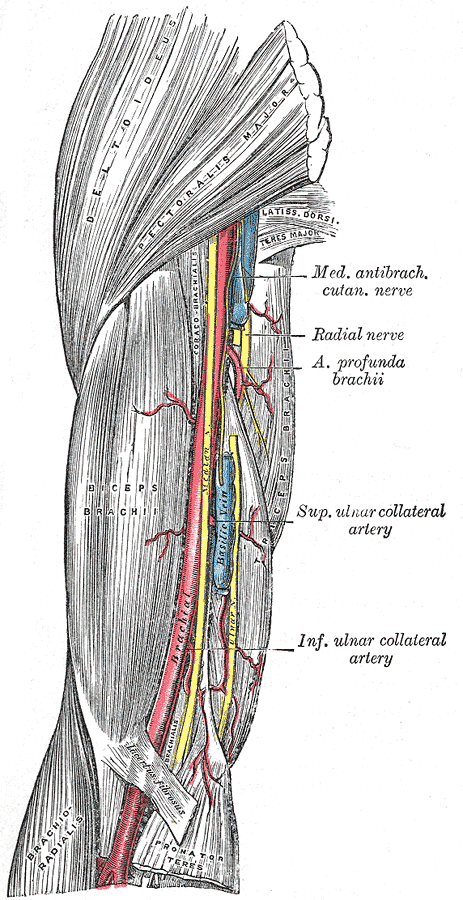
الشريان العضدي
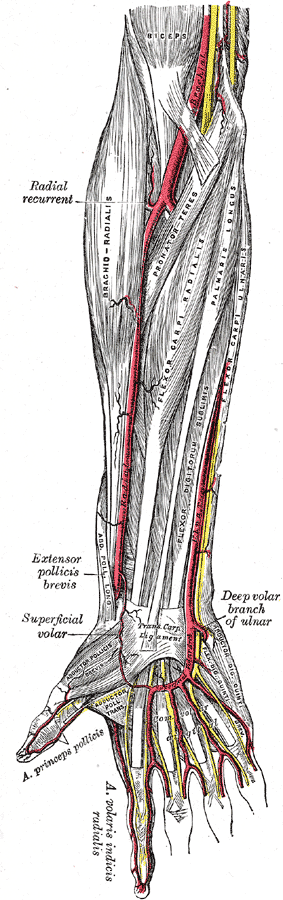
الشريانين الكعبري والزندي.
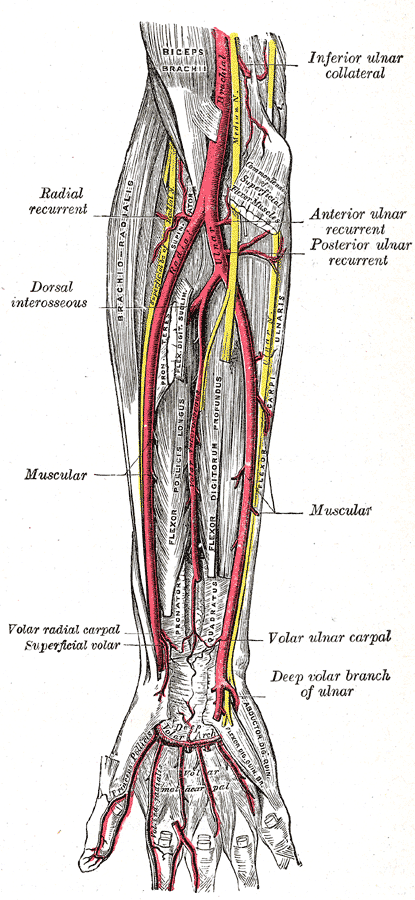
الشريانين الكعبري والزندي. مظهر عميق.
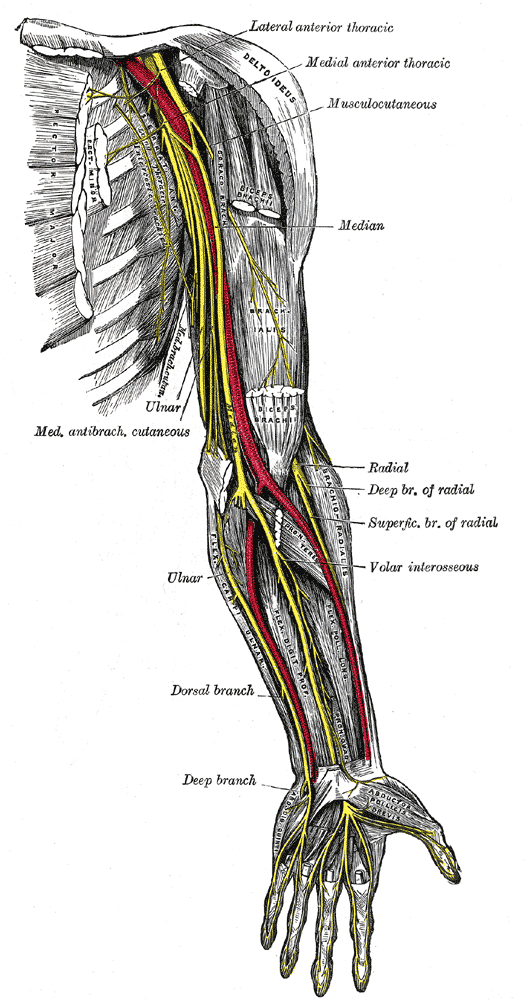
أعصاب الطرف اليساري العلوي.